# Cassaia
Cassaia (em acádio: Kaš-ša-a; grafado em inglês Kaššaya) foi uma princesa babilônica que viveu no século VI a.C., filha mais velha do rei Nabucodonosor II e neta de Nabopolassar. Cassaia provavelmente foi casada com o general Neriglissar e, assim como ele, era uma administradora e rica proprietária de terras em Uruque.
Nabucodonosor (r. 605–562 a.C.) foi sucedido por seu filho, Evil-Merodaque, cujo reinado durou apenas dois anos antes de Neriglissar usurpar o trono da Babilônia e matá-lo. Cassaia pode ter representado um ramo menos legítimo da família real, porém mais rico e melhor estabelecido. Enquanto seu irmão, Evil-Merodaque, encabeçou um ramo menos estabelecido e mais jovem, embora mais legítimo. É possível, portanto, que a usurpação do trono tenha sido resultado de lutas internas entre esses dois ramos da família real.

## Etimologia
O nome Cassaia ocorre várias vezes em textos neobabilônicos sendo escrito de várias formas em acádio: Kaš-šá-a, Kaš-ša-a e Kaš-šá-a-a (como nome masculino). A pronúncia Cassaia é sugerida pelas duas últimas grafias. O linguíta Johann Jakob Stamm originalmente classificou Cassaia como um nome de origem desconhecida, porém típico apelido carinhoso neobabilônico dado por maridos às suas mulheres. Embora a origem do nome não seja clara, o Chicago Assyrian Dictionary (CAD) sugere que o nome pode ser derivado etimologicamente da palavra kaššu "cassita". Sendo o caso, o nome provavelmente foi dado em homenagem à dinastia cassita que reinou na Babilônia séculos antes de sua vida.

## Contexto histórico

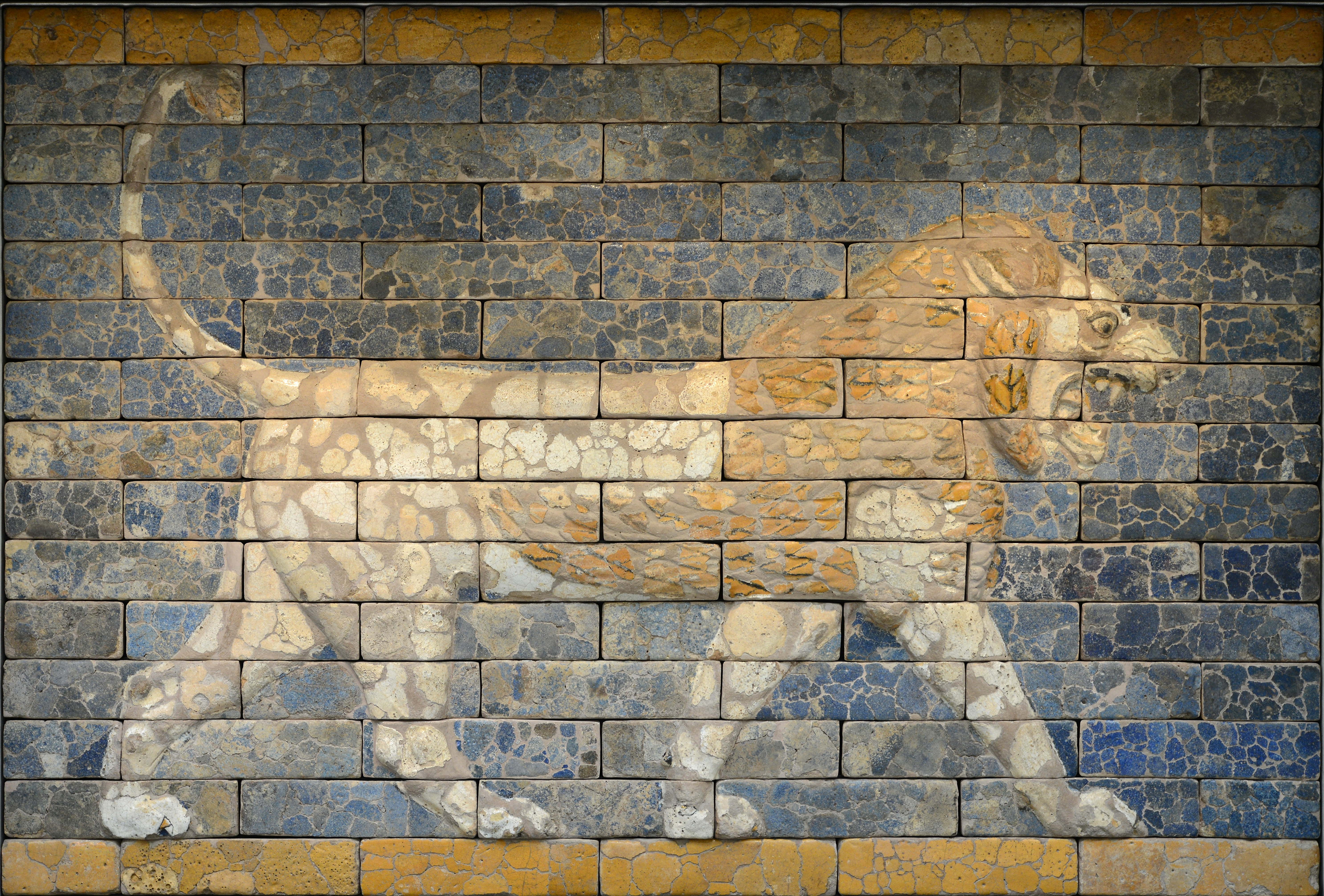
Representação de um leão rugindo numa parede da sala do trono de, atualmente no Museu Britânico

Após a morte de Assurbanípal em 631 a.C., o Império Neoassírio entrou em um período de declínio. Nabopolassar conseguiu estabelecer a independência dos babilônios e adotou uma política expansionista com o intuito de recuperar o antigo poder babilônico. Em 614 a.C., Nabopolassar se aliou a Ciaxares, rei dos medos. A aliança foi cimentada com o casamento de Nabucodonosor II, filho de Nabopolassar, com a filha do rei Ciaxares, chamada Amitis. Os medos e babilônios unidos colocaram fim ao Império Neoassírio, e Nabopolassar estabeleceu o Império Neobabilônico.
O Império Neobabilônico atingiu seu auge durante o reinado de seu segundo monarca, Nabucodonosor II. Sob seu governo, o império consolidou seus domínios estabelecendo sua hegemonia sobre os territórios que outrora pertenceram aos assírios. Ao longo de seu reinado, Nabucodonosor gastou muito tempo e recursos em projetos de construção extensivos em todo o país, principalmente em sua capital, Babilônia. À medida que o tesouro real se tornava cada vez mais exíguo devido aos excessivos gastos, os empresários locais viriam a ficar mais ricos e, consequentemente, mais influentes em questões políticas.

## História

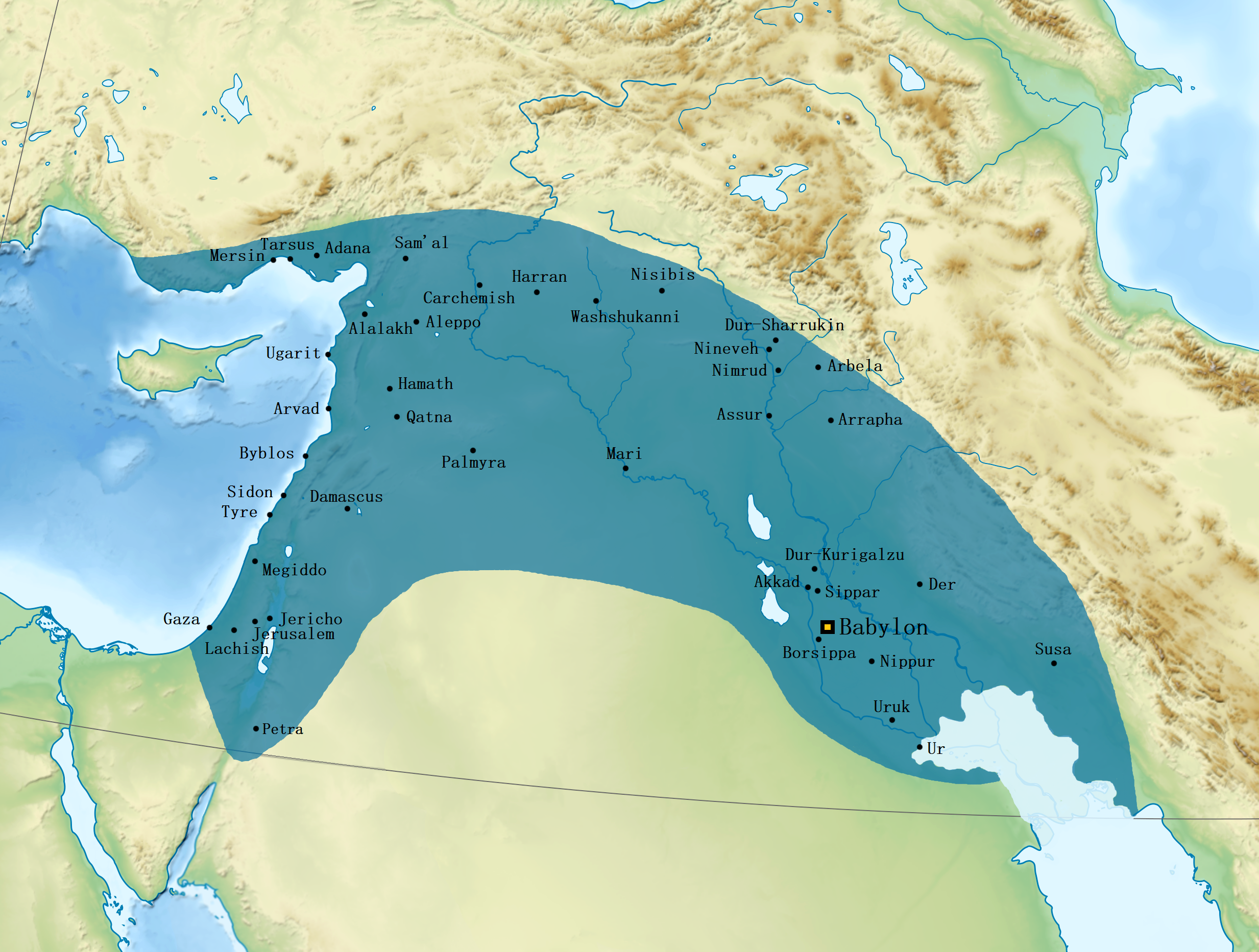
As fronteiras do Império Neobabilônico estabelecidas sob Nabucodonosor II

Cassaia é atestada como uma pessoa histórica em textos cuneiformes, que indicam que ela vivia na cidade de Uruque. Os registros mencionam as frequentes doações da princesa para os templos de suas divindades. De fato, presentes de joias e metais preciosos para as divindades eram um dever costumeiro de reis, altos funcionários e membros da família real. Isso é comumente registrado em textos cuneiformes neobabilônicos. Em 1960, René Labat publicou um texto cuneiforme sem data aludindo a uma doação de terras para o templo da deusa Istar, em Uruque, por uma mulher chamada Cassaia, identificada como “filha do rei”. Um dos textos cuneiformes preservados menciona que, nos 31 anos de reinado de seu pai, ela recebeu grandes quantidades de lã azul por fazer mantos ullâku.
Neriglissar foi um oficial proeminente na corte real e se tornou mais influente ao se casar com uma das filhas de Nabucodonosor II. Três filhas de Nabucodonosor são conhecidas; Cassaia, Ininetirate e Bauasitu, mas nenhum texto cuneiforme menciona explicitamente com qual filha Neriglissar se casou. Em 1974, o historiador David B. Weisberg propôs que a esposa de Neriglissar poderia ter sido Cassaia, já que seu nome aparece junto com o nome de Nabucodonosor e Neriglissar em registros de transações econômicas. Embora não existam evidências concretas de que Cassaia, em vez de outra filha de Nabucodonosor, fosse esposa de Neriglissar, esta suposição foi amplamente aceita por historiadores subsequentes, como Donald Wiseman e Jona Lendering. Assim como Neriglissar, Cassaia foi uma empresária e rica proprietária de terras em Uruque durante o reinado de seu pai.
Evil-Merodaque (r. 562–560 a.C.) introduziu seu reinado na Babilônia logo após a morte de seu pai. De acordo com o sacerdote e historiador Beroso, ele “governou caprichosamente e não tinha consideração pelas leis”. Em agosto de 560 a.C., Neriglissar teria liderado uma conspiração contra seu cunhado e assumiu o trono. É provável que o conflito entre Evil-Merodaque e Neriglissar tenha sido um caso de discórdia entre famílias, e não alguma outra forma de rivalidade. O casamento de Neriglissar com Cassaia (ou com outra filha de Nabucodonosor) foi provavelmente o que tornou possível a usurpação do trono. Um fator que pode ter aumentado significativamente as chances de Neriglissar de se tornar rei foi a posição de Cassaia em relação aos outros filhos de Nabucodonosor. Como Cassaia é atestada consideravelmente mais cedo no reinado de Nabucodonosor do que Evil-Merodaque e a maioria dos outros filhos, é possível que ela fosse mais velha do que eles. Embora a maioria dos irmãos da princesa sejam mencionados mais tarde, eles também poderiam ser coincidentes e a lacuna significativa no tempo poderia até ser interpretada como uma indicação de que eles eram fruto de um segundo casamento. Portanto, é possível que a usurpação tenha sido o resultado de lutas internas entre um ramo mais velho, mais rico e mais influente da família real (representado por Cassaia) e um ramo menos estabelecido e mais jovem, embora mais legítimo (representado por Evil-Merodaque).
Neriglissar governou por quatro anos e foi sucedido por seu filho Labasi-Marduque. De acordo com Beroso, Labasi-Marduque teria reinado por nove meses antes de ser assassinado numa conspiração. Não está claro por que Labasi-Marduque foi deposto e morto em um golpe. É possível que, embora Labasi-Marduque e seu pai fossem bem relacionados e ricos, eles eram vistos como plebeus, sem sangue nobre. Além disso, é possível que, embora Neriglissar fosse visto como legítimo devido ao seu casamento com Cassaia, Labasi-Marduque poderia ser filho de outra esposa de Neriglissar e, portanto, completamente desconectado da dinastia real. Neriglissar também teve uma filha chamada Guiguitum e assim como Labasi-Marduque é incerto se ela era filha de Neriglissar com Cassaia ou com outra esposa.

## Atividades econômicas

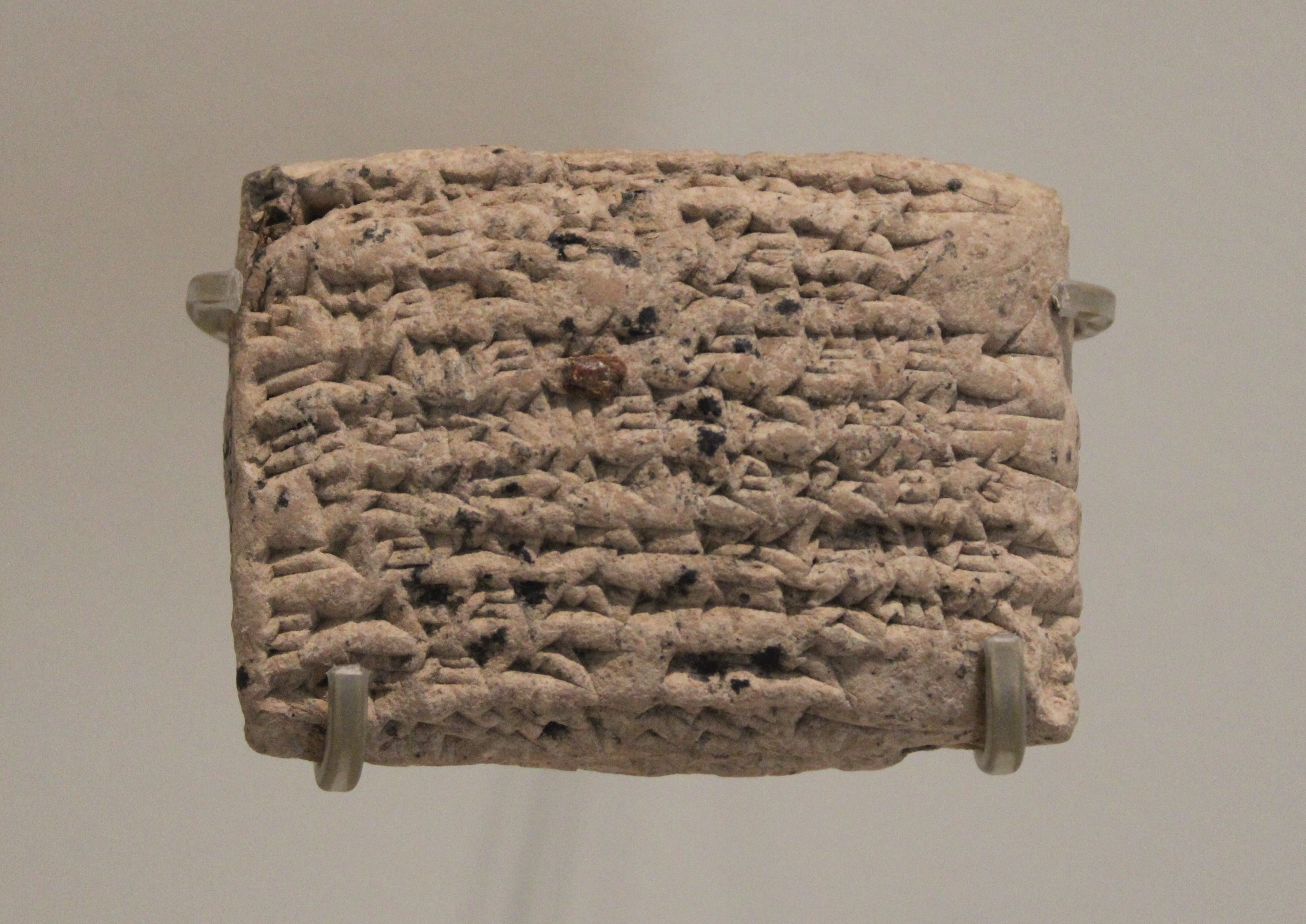
Texto que documenta a atividade de um comerciante babilônico

Alguns documentos registram várias operações envolvendo a “receita” (er-bu) e o “dízimo” (eš-rû) de Cassaia. Um registro descreve uma coleção de joias como “a renda de Cassaia”, indicando que essas joias haviam sido oferecidas pela princesa às divindades do templo Eana. Isso indica que a frase “erbu ša” refere-se à renda acumulada no templo como resultado de um pagamento ou presente feito pela princesa. Outro registro menciona o recebimento de uma quantidade de tâmaras para o templo Eana. Desta vez, as entregas são referidas como “o dízimo de Cassaia”. Outro documento registra o recebimento de recipientes de vinho, “a receita de Cassaia”. O destino final do vinho não é registrado, mas textos paralelos sugerem novamente o templo Eana como o beneficiário da doação. Embora nenhum desses documentos contenha uma indicação específica de sua origem geográfica, as menções da deusa Nanaia e do templo Eana em dois dos textos indicam Uruque.
Há dúvidas quanto ao uso de dois termos diferentes, erbu e ešrû. Parece que erbu é uma designação mais vaga, aplicada a uma variedade de rendas provenientes do tesouro do templo, enquanto ešru se refere a um imposto específico geralmente traduzido, em bases etimológicas, como “dízimo”. Portanto, é possível que a maioria, se não todas, as operações registradas nesses textos fossem de fato esses pagamentos. O fato de Cassaia ter sido uma importante proprietária de terras na região de Uruque explica por que ela estava sujeita ao pagamento de uma quantia.

## Árvore genealógica
Conforme informações por Wiseman e Beaulieu. Uma versão mais completa encontra-se no artigo sobre a dinastia caldeia.
|                             |                             |                             |                             |                             |                             |                             |                             |                             |                             |                             |                             |         |         |           |           |           |           |           |           |                                |                                |                                |                                |                                |                                |                                  |                                  |                                  |                                  | Nabopolassar r. 626–605 a.C.     |                                  |              |              |               |               |               |               |               |               |          |          |         |         |               |               |               |               |                          |                          |                          |                          |                          |                          |                   |                   |                   |                   |                   |                   |
|                             |                             |                             |                             |                             |                             |                             |                             |                             |                             |                             |                             |         |         |           |           |           |           |           |           |                                |                                |                                |                                |                                |                                |                                  |                                  |                                  |                                  |                                  |                                  |              |              |               |               |               |               |               |               |          |          |         |         |               |               |               |               |                          |                          |                          |                          |                          |                          |                   |                   |                   |                   |                   |                   |
|                             |                             |                             |                             |                             |                             |                             |                             |                             |                             |                             |                             |         |         |           |           |           |           |           |           |                                |                                |                                |                                |                                |                                |                                  |                                  |                                  |                                  |                                  |                                  |              |              |               |               |               |               |               |               |          |          |         |         |               |               |               |               |                          |                          |                          |                          |                          |                          |                   |                   |                   |                   |                   |                   |
| Belsumiscum                 | Belsumiscum                 | Belsumiscum                 | Belsumiscum                 | Belsumiscum                 | Belsumiscum                 |                             |                             |                             |                             |                             |                             |         |         | Amitis    | Amitis    | Amitis    | Amitis    | Amitis    | Amitis    |                                |                                |                                |                                |                                |                                | Nabucodonosor II r. 605–562 a.C. | Nabucodonosor II r. 605–562 a.C. | Nabucodonosor II r. 605–562 a.C. | Nabucodonosor II r. 605–562 a.C. | Nabucodonosor II r. 605–562 a.C. | Nabucodonosor II r. 605–562 a.C. |              |              | Nabusumalisir | Nabusumalisir | Nabusumalisir | Nabusumalisir | Nabusumalisir | Nabusumalisir |          |          | Adagupi | Adagupi | Adagupi       | Adagupi       | Adagupi       | Adagupi       |                          |                          |                          |                          |                          |                          | Nabubalassuiquibi | Nabubalassuiquibi | Nabubalassuiquibi | Nabubalassuiquibi | Nabubalassuiquibi | Nabubalassuiquibi |
| Belsumiscum                 | Belsumiscum                 | Belsumiscum                 | Belsumiscum                 | Belsumiscum                 | Belsumiscum                 |                             |                             |                             |                             |                             |                             |         |         | Amitis    | Amitis    | Amitis    | Amitis    | Amitis    | Amitis    |                                |                                |                                |                                |                                |                                | Nabucodonosor II r. 605–562 a.C. | Nabucodonosor II r. 605–562 a.C. | Nabucodonosor II r. 605–562 a.C. | Nabucodonosor II r. 605–562 a.C. | Nabucodonosor II r. 605–562 a.C. | Nabucodonosor II r. 605–562 a.C. |              |              | Nabusumalisir | Nabusumalisir | Nabusumalisir | Nabusumalisir | Nabusumalisir | Nabusumalisir |          |          | Adagupi | Adagupi | Adagupi       | Adagupi       | Adagupi       | Adagupi       |                          |                          |                          |                          |                          |                          | Nabubalassuiquibi | Nabubalassuiquibi | Nabubalassuiquibi | Nabubalassuiquibi | Nabubalassuiquibi | Nabubalassuiquibi |
|                             |                             |                             |                             |                             |                             |                             |                             |                             |                             |                             |                             |         |         |           |           |           |           |           |           |                                |                                |                                |                                |                                |                                |                                  |                                  |                                  |                                  |                                  |                                  |              |              |               |               |               |               |               |               |          |          |         |         |               |               |               |               |                          |                          |                          |                          |                          |                          |                   |                   |                   |                   |                   |                   |
|                             |                             |                             |                             |                             |                             |                             |                             |                             |                             |                             |                             |         |         |           |           |           |           |           |           |                                |                                |                                |                                |                                |                                |                                  |                                  |                                  |                                  |                                  |                                  |              |              |               |               |               |               |               |               |          |          |         |         |               |               |               |               |                          |                          |                          |                          |                          |                          |                   |                   |                   |                   |                   |                   |
| Neriglissar r. 560–556 a.C. | Neriglissar r. 560–556 a.C. | Neriglissar r. 560–556 a.C. | Neriglissar r. 560–556 a.C. | Neriglissar r. 560–556 a.C. | Neriglissar r. 560–556 a.C. |                             |                             |                             |                             |                             |                             | Cassaia | Cassaia | Cassaia   | Cassaia   | Cassaia   | Cassaia   |           |           | Evil-Merodaque r. 562–560 a.C. | Evil-Merodaque r. 562–560 a.C. | Evil-Merodaque r. 562–560 a.C. | Evil-Merodaque r. 562–560 a.C. | Evil-Merodaque r. 562–560 a.C. | Evil-Merodaque r. 562–560 a.C. |                                  |                                  | Nitócris (?)                     | Nitócris (?)                     | Nitócris (?)                     | Nitócris (?)                     | Nitócris (?) | Nitócris (?) |               |               |               |               |               |               |          |          |         |         |               |               |               |               | Nabonido r. 556–539 a.C. | Nabonido r. 556–539 a.C. | Nabonido r. 556–539 a.C. | Nabonido r. 556–539 a.C. | Nabonido r. 556–539 a.C. | Nabonido r. 556–539 a.C. |                   |                   |                   |                   |                   |                   |
| Neriglissar r. 560–556 a.C. | Neriglissar r. 560–556 a.C. | Neriglissar r. 560–556 a.C. | Neriglissar r. 560–556 a.C. | Neriglissar r. 560–556 a.C. | Neriglissar r. 560–556 a.C. |                             |                             |                             |                             |                             |                             | Cassaia | Cassaia | Cassaia   | Cassaia   | Cassaia   | Cassaia   |           |           | Evil-Merodaque r. 562–560 a.C. | Evil-Merodaque r. 562–560 a.C. | Evil-Merodaque r. 562–560 a.C. | Evil-Merodaque r. 562–560 a.C. | Evil-Merodaque r. 562–560 a.C. | Evil-Merodaque r. 562–560 a.C. |                                  |                                  | Nitócris (?)                     | Nitócris (?)                     | Nitócris (?)                     | Nitócris (?)                     | Nitócris (?) | Nitócris (?) |               |               |               |               |               |               |          |          |         |         |               |               |               |               | Nabonido r. 556–539 a.C. | Nabonido r. 556–539 a.C. | Nabonido r. 556–539 a.C. | Nabonido r. 556–539 a.C. | Nabonido r. 556–539 a.C. | Nabonido r. 556–539 a.C. |                   |                   |                   |                   |                   |                   |
|                             |                             |                             |                             |                             |                             |                             |                             |                             |                             |                             |                             |         |         |           |           |           |           |           |           |                                |                                |                                |                                |                                |                                |                                  |                                  |                                  |                                  |                                  |                                  |              |              |               |               |               |               |               |               |          |          |         |         |               |               |               |               |                          |                          |                          |                          |                          |                          |                   |                   |                   |                   |                   |                   |
|                             |                             |                             |                             |                             |                             |                             |                             |                             |                             |                             |                             |         |         |           |           |           |           |           |           |                                |                                |                                |                                |                                |                                |                                  |                                  |                                  |                                  |                                  |                                  |              |              |               |               |               |               |               |               |          |          |         |         |               |               |               |               |                          |                          |                          |                          |                          |                          |                   |                   |                   |                   |                   |                   |
|                             |                             |                             |                             |                             |                             | Labasi-Marduque r. 556 a.C. | Labasi-Marduque r. 556 a.C. | Labasi-Marduque r. 556 a.C. | Labasi-Marduque r. 556 a.C. | Labasi-Marduque r. 556 a.C. | Labasi-Marduque r. 556 a.C. |         |         | Guiguitum | Guiguitum | Guiguitum | Guiguitum | Guiguitum | Guiguitum |                                |                                |                                |                                |                                |                                |                                  |                                  |                                  |                                  |                                  |                                  |              |              |               |               | Belsazar      | Belsazar      | Belsazar      | Belsazar      | Belsazar | Belsazar |         |         | Enigaldi-Nana | Enigaldi-Nana | Enigaldi-Nana | Enigaldi-Nana | Enigaldi-Nana            | Enigaldi-Nana            |                          |                          |                          |                          |                   |                   |                   |                   |                   |                   |

## Na mídia
- Cassaia aparece na telenovela brasileira produzida pela RecordTV, O Rico e Lázaro, interpretada pela atriz Pérola Faria.[30]